# Lijst van vorsten van Zevenburgen
Dit is een lijst van vorsten van Zevenburgen of Transsylvanië.

## Lijst van vorsten

### 16e eeuw
| Periode   | Afbeelding | Vorst | Geboren | Huwelijk | Overlijden | Opmerkingen | Bron                 |
| --------- | --- | --- | --- | --- | --- | --- | -------------------- |
| 1570–1571 | John Sigismund Zápolya | Jan Sigismund Zápolya | 7 juli 1540 Boeda zoon van Jan I Zápolya en Isabella van Polen | stierf ongehuwd | 14 maart 1571 Gyulafehérvár | voormalig verkozen koning van Hongarije (1540–1551, 1559–1570) | [ 1 ] [ 2 ]          |
| 1576–1586 | Stephen Báthory | Stefan Báthory | 27 september 1527 Szilágysomlyó zoon van István (VIII) Báthory en Katalin Telegdi | Anna van Polen (1576) kinderloos | 12 december 1586 Grodno | voormalig vojvoda van Zevenburgen (1571–1576); tevens koning van Polen (1576–1586) | [ 3 ] [ 4 ] [ 5 ]    |
| 1586–1598 | Sigismund Báthory | Sigismund Báthory | 1572 Várad zoon van Kristóf Báthory en Erzsébet Bocskai | Maria Christina van Oostenrijk (1595) kinderloos | 27 maart 1613 | eerste regeerperiode; neefje van vorst Stefan Báthory; voormalig vojvoda van Zevenburgen (1581–1586); deed troonsafstand voor de hertogdommen Opole en Ratibor | [ 3 ] [ 6 ] [ 7 ]    |
| 1598      | Op 23 maart 1598 erkent de Zevenburgse landdag het aftreden van Sigismund. Zevenburgen wordt in naam van Rudolf II bestuurd door Maria Christina en vervolgens Maximiliaan III van Oostenrijk. Op aandringen van István Bocskai keert Sigismund in augustus 1598 terug naar Zevenburgen, waar hij opnieuw tot vorst wordt uitgeroepen. | Op 23 maart 1598 erkent de Zevenburgse landdag het aftreden van Sigismund. Zevenburgen wordt in naam van Rudolf II bestuurd door Maria Christina en vervolgens Maximiliaan III van Oostenrijk. Op aandringen van István Bocskai keert Sigismund in augustus 1598 terug naar Zevenburgen, waar hij opnieuw tot vorst wordt uitgeroepen. | Op 23 maart 1598 erkent de Zevenburgse landdag het aftreden van Sigismund. Zevenburgen wordt in naam van Rudolf II bestuurd door Maria Christina en vervolgens Maximiliaan III van Oostenrijk. Op aandringen van István Bocskai keert Sigismund in augustus 1598 terug naar Zevenburgen, waar hij opnieuw tot vorst wordt uitgeroepen. | Op 23 maart 1598 erkent de Zevenburgse landdag het aftreden van Sigismund. Zevenburgen wordt in naam van Rudolf II bestuurd door Maria Christina en vervolgens Maximiliaan III van Oostenrijk. Op aandringen van István Bocskai keert Sigismund in augustus 1598 terug naar Zevenburgen, waar hij opnieuw tot vorst wordt uitgeroepen. | Op 23 maart 1598 erkent de Zevenburgse landdag het aftreden van Sigismund. Zevenburgen wordt in naam van Rudolf II bestuurd door Maria Christina en vervolgens Maximiliaan III van Oostenrijk. Op aandringen van István Bocskai keert Sigismund in augustus 1598 terug naar Zevenburgen, waar hij opnieuw tot vorst wordt uitgeroepen. | Op 23 maart 1598 erkent de Zevenburgse landdag het aftreden van Sigismund. Zevenburgen wordt in naam van Rudolf II bestuurd door Maria Christina en vervolgens Maximiliaan III van Oostenrijk. Op aandringen van István Bocskai keert Sigismund in augustus 1598 terug naar Zevenburgen, waar hij opnieuw tot vorst wordt uitgeroepen. | [ 8 ]                |
| 1598–1599 | Sigismund Báthory | Sigismund Báthory | 1572 Várad zoon van Kristóf Báthory en Erzsébet Bocskai | Maria Christina van Oostenrijk (1595) kinderloos | 27 maart 1613 | tweede regeerperiode; deed troonsafstand ten gunste van zijn neef, András Báthory | [ 6 ] [ 8 ]          |
| 1599      | Andrew Báthory | András Báthory | 1566 Szilágysomlyó zoon van András Báthory en Margit Majláth | ongehuwd | 3 november 1599 Csikszentdomokos (Sândominic) | neefje van vorst Stefan Báthory, neef van vorst Sigismund Báthory; voormalig kardinaal; vermoord door Szeklers na zijn nederlaag door vojvoda Michaël de Dappere van Wallachije in de Slag om Șelimbăr | [ 9 ] [ 10 ]         |
| 1599–1600 | Zevenburgen wordt bestuurd door vojvoda Michaël de Dappere van Wallachije, erkend door de Zevenburgse Landdag als keizerlijk gouverneur van keizer Rudolf II. Daarnaast bezette Michaël de Dappere Moldavië (1600) en nam de titel "Bij de gratie Gods, heerser van Walachije, Zevenburgen en Moldavië" aan tussen 6 juni en december 1600. In zijn correspondentie met de keizer noemde hij zichzelf locum tenens (stadhouder/plaatsvervanger) van de keizer. | Zevenburgen wordt bestuurd door vojvoda Michaël de Dappere van Wallachije, erkend door de Zevenburgse Landdag als keizerlijk gouverneur van keizer Rudolf II. Daarnaast bezette Michaël de Dappere Moldavië (1600) en nam de titel "Bij de gratie Gods, heerser van Walachije, Zevenburgen en Moldavië" aan tussen 6 juni en december 1600. In zijn correspondentie met de keizer noemde hij zichzelf locum tenens (stadhouder/plaatsvervanger) van de keizer. | Zevenburgen wordt bestuurd door vojvoda Michaël de Dappere van Wallachije, erkend door de Zevenburgse Landdag als keizerlijk gouverneur van keizer Rudolf II. Daarnaast bezette Michaël de Dappere Moldavië (1600) en nam de titel "Bij de gratie Gods, heerser van Walachije, Zevenburgen en Moldavië" aan tussen 6 juni en december 1600. In zijn correspondentie met de keizer noemde hij zichzelf locum tenens (stadhouder/plaatsvervanger) van de keizer. | Zevenburgen wordt bestuurd door vojvoda Michaël de Dappere van Wallachije, erkend door de Zevenburgse Landdag als keizerlijk gouverneur van keizer Rudolf II. Daarnaast bezette Michaël de Dappere Moldavië (1600) en nam de titel "Bij de gratie Gods, heerser van Walachije, Zevenburgen en Moldavië" aan tussen 6 juni en december 1600. In zijn correspondentie met de keizer noemde hij zichzelf locum tenens (stadhouder/plaatsvervanger) van de keizer. | Zevenburgen wordt bestuurd door vojvoda Michaël de Dappere van Wallachije, erkend door de Zevenburgse Landdag als keizerlijk gouverneur van keizer Rudolf II. Daarnaast bezette Michaël de Dappere Moldavië (1600) en nam de titel "Bij de gratie Gods, heerser van Walachije, Zevenburgen en Moldavië" aan tussen 6 juni en december 1600. In zijn correspondentie met de keizer noemde hij zichzelf locum tenens (stadhouder/plaatsvervanger) van de keizer. | Zevenburgen wordt bestuurd door vojvoda Michaël de Dappere van Wallachije, erkend door de Zevenburgse Landdag als keizerlijk gouverneur van keizer Rudolf II. Daarnaast bezette Michaël de Dappere Moldavië (1600) en nam de titel "Bij de gratie Gods, heerser van Walachije, Zevenburgen en Moldavië" aan tussen 6 juni en december 1600. In zijn correspondentie met de keizer noemde hij zichzelf locum tenens (stadhouder/plaatsvervanger) van de keizer. | [ 11 ] [ 12 ] [ 13 ] |

### 17e eeuw
| Periode                  | Afbeelding | Vorst | Geboren | Huwelijk | Overlijden | Opmerkingen | Bron                 |
| ------------------------ | --- | --- | --- | --- | --- | --- | -------------------- |
| 1600–1601                | Zevenburgen wordt bestuurd door de Habsburgse generaal Giorgio Basta in naam van keizer Rudolf II                | Zevenburgen wordt bestuurd door de Habsburgse generaal Giorgio Basta in naam van keizer Rudolf II                | Zevenburgen wordt bestuurd door de Habsburgse generaal Giorgio Basta in naam van keizer Rudolf II                | Zevenburgen wordt bestuurd door de Habsburgse generaal Giorgio Basta in naam van keizer Rudolf II                                     | Zevenburgen wordt bestuurd door de Habsburgse generaal Giorgio Basta in naam van keizer Rudolf II                | Zevenburgen wordt bestuurd door de Habsburgse generaal Giorgio Basta in naam van keizer Rudolf II | [ 11 ]               |
| 1601–1602                | Sigismund Báthory                                                                                                | Sigismund Báthory                                                                                                | 1572 Várad zoon van Kristóf Báthory en Erzsébet Bocskai                                                          | Maria Christina van Oostenrijk (1595) kinderloos                                                                                      | 27 maart 1613 | derde regeerperiode; vluchtte naar het buitenland na zijn nederlaag door generaal Giorgio Basta en Michaël de Dappere in de Slag bij Goroszló, keerde terug en deed uiteindelijk troonsafstand | [ 6 ] [ 14 ]         |
| 1601–1603                | Zevenburgen wordt (gedeeltelijk) bestuurd door de Habsburgse generaal Giorgio Basta in naam van keizer Rudolf II | Zevenburgen wordt (gedeeltelijk) bestuurd door de Habsburgse generaal Giorgio Basta in naam van keizer Rudolf II | Zevenburgen wordt (gedeeltelijk) bestuurd door de Habsburgse generaal Giorgio Basta in naam van keizer Rudolf II | Zevenburgen wordt (gedeeltelijk) bestuurd door de Habsburgse generaal Giorgio Basta in naam van keizer Rudolf II                      | Zevenburgen wordt (gedeeltelijk) bestuurd door de Habsburgse generaal Giorgio Basta in naam van keizer Rudolf II | Zevenburgen wordt (gedeeltelijk) bestuurd door de Habsburgse generaal Giorgio Basta in naam van keizer Rudolf II | [ 15 ]               |
| 1603                     | Mózes Székely | Mózes Székely | ca. 1553 Lövéte (Lueta) zoon van János Székely                                                                   | onbekend (1e huwelijk) Anna Kornis (2e huwelijk) (c. 1585) 1 kind                                                                     | 17 juli 1603 bij Brassó                                                                                          | verslaat Giorgio Baste met de steun van de Ottomaanse gouverneur van het eyalet Temeşvar; tot vorst verklaard op een legerkamp-landdag vermoord in de Slag bij Brassó, waar hij het opnam tegen vojvoda Radu Șerban van Walachije en zijn Szekler-bondgenoten                                                                                               | [ 15 ] [ 16 ]        |
| juli 1603–september 1603 | Zevenburgen wordt bestuurd door vojvoda Radu Şerban van Walachije                                                | Zevenburgen wordt bestuurd door vojvoda Radu Şerban van Walachije                                                | Zevenburgen wordt bestuurd door vojvoda Radu Şerban van Walachije                                                | Zevenburgen wordt bestuurd door vojvoda Radu Şerban van Walachije                                                                     | Zevenburgen wordt bestuurd door vojvoda Radu Şerban van Walachije                                                | Zevenburgen wordt bestuurd door vojvoda Radu Şerban van Walachije | [ 17 ]               |
| september 1603–1604      | Zevenburgen wordt bestuurd door de Habsburgse generaal Giorgio Basta in naam van keizer Rudolf II                | Zevenburgen wordt bestuurd door de Habsburgse generaal Giorgio Basta in naam van keizer Rudolf II                | Zevenburgen wordt bestuurd door de Habsburgse generaal Giorgio Basta in naam van keizer Rudolf II                | Zevenburgen wordt bestuurd door de Habsburgse generaal Giorgio Basta in naam van keizer Rudolf II                                     | Zevenburgen wordt bestuurd door de Habsburgse generaal Giorgio Basta in naam van keizer Rudolf II                | Zevenburgen wordt bestuurd door de Habsburgse generaal Giorgio Basta in naam van keizer Rudolf II |                      |
| 1605–1606                | Stephen Bocskai                                                                                                  | István Bocskai                                                                                                   | 1 januari 1557 Kolozsvár (Cluj-Napoca) zoon van George Bocskai en Krisztina Sulyok                               | Kata Hagymássy (1583) kinderloos | 29 december 1606 Kassa                                                                                           | langs moederszijde oom van vorst Sigismund Báthory | [ 18 ] [ 19 ]        |
| 1607–1608                | Sigismund Rákóczi                                                                                                | Sigismund Rákóczi                                                                                                | 1544 Felsővadász zoon van János Rákócsi en Sára Némethy                                                          | Judit Bekény (1e huwelijk) (1587) 1 kind Anna Gerendi (2e huwelijk) (1592) 3 kinderen Borbála Telegdy (3e huwelijk) (1596) kinderloos | 5 december 1608 Felsővadász                                                                                      | baron (1588); deed troonsafstand ten gunste van Gabriël Báthory vader van George I Rákóczi | [ 20 ] [ 21 ]        |
| 1608–1613                | Gabriel Báthory                                                                                                  | Gabriël Báthory                                                                                                  | 15 augustus 1589 Várad (Oradea) zoon van Stefan Báthory en Zsuzsanna Bebek                                       | Anna Palocsai-Horváth (1607) kinderloos                                                                                               | 27 oktober 1613 Várad (Oradea)                                                                                   | zijn vader was een neefje van vorst Stefan Báthory, zelf was hij een neefje van vorst András Báthory; tevens vojvoda van Walachije (1611); verdreven door Ottomaanse troepen die Gabriël Bethlen steunden; vermoord door hajduk-moordenaars | [ 22 ] [ 23 ]        |
| 1613–1629                | Gabriel Bethlen                                                                                                  | Gabriël Bethlen                                                                                                  | 15 november 1580 Marosillye zoon van Farkas Bethlen en Druzsina Lázár                                            | Zsuzsanna Károlyi (1e huwelijk) (1605) 3 kinderen Catharina van Brandenburg (1626) kinderloos                                         | 15 november 1629 Gyulafehérvár                                                                                   | verkozen met Ottomaanse hulp; tevens verkozen koning van Hongarije (1620–1621); volgens de Vrede van Nikolsburg (1621) ook hertog van Opole en hertog van Ratibor in Silezië (1621–1629); volgens hetzelfde verdrag werden 7 comitaten (Abaúj, Bereg, Borsod, Szabolcs, Szatmár, Ugocsa en Zemplén) voor de duur van zijn leven bij zijn vorstendom gevoegd | [ 24 ] [ 25 ]        |
| 1629–1630                | Catherine of Brandenburg                                                                                         | Catharina van Brandenburg                                                                                        | 28 mei 1604 Koningsbergen dochter van keurvorst Johan Sigismund van Brandenburg en Anna van Pruisen              | Gabriël Bethlen (1e huwelijk) (1626) kinderloos Frans Karel van Saksen-Lauenburg (1639)                                               | 27 augustus 1649 Schöningen                                                                                      | weduwe van vorst Gabriël Bethlen; het recht om haar echtgenoot op te volgen werd nog tijdens diens leven bevestigd door de Landdag (1626); doorgaans aangeduid als "vorst" in plaats van "vorstin"; deed troonsafstand | [ 26 ] [ 27 ] [ 28 ] |
| 1630                     | Stephen Bethlen                                                                                                  | Stefan Bethlen                                                                                                   | 1584 zoon van Farkas Bethlen en Druzsina Lázár                                                                   | Krisztina Csáky (1e huwelijk) 3 kinderen Katalin Károlyi 3 kinderen                                                                   | 10 januari 1648 Ecsed                                                                                            | broer van vorst Gabriël Bethlen; verkozen door de Zevenburgse Landdag, maar later tegengestreefd door George I Rákóczi | [ 26 ] [ 29 ]        |
| 1630–1648                | George I Rákóczi                                                                                                 | George I Rákóczi                                                                                                 | 8 juni 1593 Szerencs zoon van Sigismund Rákóczi en Anna Gerendi                                                  | Zsuzsanna Lorántffy (1616) 4 kinderen                                                                                                 | 11 oktober 1648 Gyulafehérvár                                                                                    | zoon van vorst Sigismund Rákóczi | [ 30 ]               |
| 1648–1657                | George II Rákóczi                                                                                                | George II Rákóczi                                                                                                | 30 januari 1621 Sárospatak zoon van George I Rákóczi en Zsuzsanna Lorántffy                                      | Zsófia Báthory (1643) 2 kinderen | 7 juni 1660 Várad (Oradea)                                                                                       | eerste regeerperiode; zoon van George I Rákóczi; verkozen tot vorst door de Zevenburgse Landdag tijdens het leven van zijn vader (1642) qua erkenning van zijn opvolgingsrecht; afgezet door de Ottomaanse grootvizier Mehmed Köprülü | [ 31 ] [ 32 ]        |
| (nooit geïnstalleerd)    | Francis I Rákóczi                                                                                                | Frans I Rákóczi                                                                                                  | 24 februari 1645 Gyulafehérvár zoon van George II Rákóczi en Zsófia Báthory                                      | Gravin Ilona Zrínyi (1666) 4 kinderen                                                                                                 | 8 juli 1676 Zboró                                                                                                | verkozen tot vorst door de Zevenburgse Landdag tijdens het leven van zijn vader (1652) qua erkenning van zijn opvolgingsrecht; nooit geïnstalleerd als vorst omwille van zijn vaders val | [ 33 ]               |
| 1657–1658                | Francis Rhédey                                                                                                   | Frans Rhédey | 1610 Várad (Oradea) zoon van Frans Rhédey en Kata Károlyi                                                        | Druzsina Bethlen 1 kind | 7 mei 1667 Huszt                                                                                                 | door de Landdag verkozen tot vorst als tegenkandidaat voor George II Rákóczi, op instructie van de Verheven Porte | [ 34 ]               |
| 1658                     | George II Rákóczi                                                                                                | George II Rákóczi                                                                                                | 30 januari 1621 Sárospatak zoon van George I Rákóczi en Zsuzsanna Lorántffy                                      | Zsófia Báthory (1643) 2 kinderen | 7 juni 1660 Várad (Oradea)                                                                                       | tweede regeerperiode; opnieuw tot vorst verkozen door de Landdag; verdreven door de Ottomaanse troepen | [ 31 ]               |
| 1658–1659                | Ákos Barcsay | Ákos Barcsay | ca. 1610 zoon van Sándor Barcsay en Erzse Palatics                                                               | Erzsébet Szalánczy (1e huwelijk) kinderloos Izabella Bánffy (1660) kinderloos                                                         | juli 1661 Kozmatelke                                                                                             | eerste regeerperiode; aangesteld door de Verheven Porte, vervolgens door de Landdag verkozen als tegenkandidaat voor George II Rákóczi; terwijl hij op bezoek was bij de Ottomaanse gouverneur van het eyalet Temeşvar, keerde zijn tegenstander terug naar het vorstendom                                                                                  | [ 35 ]               |
| 1659–1660                | George II Rákóczi                                                                                                | George II Rákóczi                                                                                                | 30 januari 1621 Sárospatak zoon van George I Rákóczi en Zsuzsanna Lorántffy                                      | Zsófia Báthory (1643) 2 kinderen | 7 juni 1660 Várad (Oradea)                                                                                       | derde regeerperiode; opnieuw tot vorst verkozen door de Landdag; verslagen in een veldslag bij Szászfenes | [ 31 ]               |
| 1660                     | Ákos Barcsay | Ákos Barcsay | ca. 1610 zoon van Sándor Barcsay en Erzse Palatics                                                               | Erzsébet Szalánczy (1e huwelijk) kinderloos Izabella Bánffy (1660) kinderloos                                                         | juli 1661 Kozmatelke                                                                                             | tweede regeerperiode; opnieuw geïnstalleerd door de Verheven Porte; deed troonsafstand | [ 35 ]               |
| 1661–1662                | John Kemény | Jan Kemény | 14 december 1607 Magyarbükkös zoon van Boldizsár Kemény en Zsófia Tornyi                                         | Zsuzsa Kállai (1e huwelijk) (1632) 1 kind Anna Lónyay (1659) 1 kind                                                                   | 22 januari 1662 Nagyszőllős                                                                                      | | [ 36 ]               |
| 1661–1690                | Michael I Apafi                                                                                                  | Michaël I Apafi                                                                                                  | 3 november 1632 Erzsébetváros zoon van George Apafi en Borbála Petki                                             | Anna Bornemisza 9 kinderen | 15 april 1690 Fogaras                                                                                            | | [ 37 ]               |
| 1690–1696 or 1701        | Michael II Apafi                                                                                                 | Michaël II Apafi                                                                                                 | 13 oktober 1676 Gyulafehérvár zoon van Michaël I Apafi en Anna Bornemisza                                        | Gravin Kata Bethlen (1694) kinderloos                                                                                                 | 1 februari 1713 Wenen                                                                                            | zoon van vorst Michaël I Apafi; door de Zevenburgse Landdag verkozen tot vorst tijdens het leven van zijn vader (1681) qua erkenning van zijn opvolgingsrecht; nooit geïnstalleerd, aangezien hij in 1696 met geweld naar Wenen werd gebracht omwille van zijn huwelijk zonder de toestemming van keizer Leopold I; deed afstand van zijn vorstentitel 1701 | [ 38 ]               |
| 1690                     | Emeric Thököly                                                                                                   | Imre Thököly | 25 september 1657 Késmárk zoon van graaf István Thököly en Mária Gyulaffi                                        | Gravin Ilona Zrínyi (1683) 2 kinderen                                                                                                 | 13 februari 1705 İzmit                                                                                           | door de Ottomaanse sultan Mehmet IV aangeduid tot vazalkoning van Opper-Hongarije; werd nooit verkozen of gekroond | [ 39 ]               |

### 18e eeuw
| Periode   | Afbeelding         | Vorst            | Geboren                                                             | Huwelijk                                                         | Overlijden            | Opmerkingen                                                                  | Bron   |
| --------- | ------------------ | ---------------- | ------------------------------------------------------------------- | ---------------------------------------------------------------- | --------------------- | ---------------------------------------------------------------------------- | ------ |
| 1704–1711 | Francis II Rákóczi | Frans II Rákóczi | 27 maart 1676 Borsi zoon van Frans I Rákóczi en gravin Ilona Zrínyi | Charlotte Amalie van Hessen-Rheinfels-Wanfried (1694) 4 kinderen | 8 april 1735 Tekirdağ | zoon van vorst Frans I Rákóczi; kwam in 1704 in opstand tegen de Habsburgers | [ 40 ] |

## Habsburgs bestuur
In 1688 erkende de Zevenburgse Landdag de Habsburgse heerschappij in Transsylvanië, hetgeen in 1699 ook door de Ottomanen werd erkend. De Habsburgse keizer voerde de titel vorst van Zevenburgen en stelde een gouverneur aan die verantwoordelijk was voor het bestuur over Zevenburgen.

## Voetnoten
1. ↑  Markó 2000, p. 110.
2. ↑  Barta 1994, pp. 252., 259-260.
3. 1 2  Szegedi 2009, p. 101.
4. ↑  Markó 2000, pp. 99-100.
5. ↑  Barta 1994, pp. 260., 264-265.
6. 1 2 3  Markó 2000, pp. 101-102.
7. ↑  Barta 1994, pp. 263., 293-295.
8. 1 2  Barta 1994, p. 295.
9. ↑  Markó 2000, pp. 97-98.
10. ↑  Barta 1994, pp. 295-296.
11. 1 2  Barta 1994, p. 296.
12. ↑  Markó 2000, pp. 112-113.
13. ↑  Pop 2009, pp. 82-83.
14. ↑  Barta 1994, pp. 296-297.
15. 1 2  Barta 1994, p. 297.
16. ↑  Markó 2000, p. 120.
17. ↑  Markó 2000, pp. 104-105.
18. ↑  Barta 1994, pp. 293., 298-299.
19. ↑  Markó 2000, pp. 118-119.
20. ↑  Barta 1994, pp. 304-305.
21. ↑  Markó 2000, pp. 98-99.
22. ↑  Barta 1994, pp. 305-309.
23. ↑  Markó 2000, pp. 102-103.
24. ↑  Barta 1994, pp. 314-315., 321-324.
25. 1 2  Markó 2000, p. 104.
26. ↑  Barta 1994, pp. 314-315., 325-326.
27. ↑  Deák 2009, pp. 82-83., 85., 88., 93.
28. ↑  Barta 1994, p. 326.
29. ↑  Markó 2000, pp. 115-117.
30. 1 2 3  Markó 2000, pp. 117-118.
31. ↑  Barta 1994, pp. 352., 356.
32. ↑  Markó 2000, p. 113.
33. ↑  Markó 2000, p. 119.
34. 1 2  Markó 2000, pp. 96-97.
35. ↑  Markó 2000, pp. 110-111.
36. ↑  Markó 2000, pp. 94-95.
37. ↑  Markó 2000, p. 95.
38. ↑  Markó 2000, pp. 120-122.
39. ↑  Markó 2000, pp. 113-115.